# Groton (New York)
Groton è un comune degli Stati Uniti d'America, situato nello stato di New York, nella contea di Tompkins.